# Super Dash文庫
Super Dash文庫（日语：スーパーダッシュ文庫）是集英社在2007年7月成立的輕小說文庫系列。繼承同社在2001年4月休刊的Super Fantasy文庫的路線，同時出版學園小說以及喜劇類等有明顯輕小說色彩的作品。2014年（平成26年）10月24日發行最後作品後已事實上廢止，並由同年11月21日新設立Dash X文庫（ダッシュエックス文庫）取代。 

## 簡介
- 為了發掘新人，在2001年成立Super Dash小說新人獎。
- 和Ultra Jump的編輯部關係密切。此外，為了和Jump的j-BOOKS作區別，和Super Fantasy文庫一樣，輕小說化作品並不多，出版《暗黑破壞神》、《傳奇系列》、《數碼寶貝大冒險》、《Muv-Luv》等作品後即停止。
- 有原創作品《R.O.D》（倉田英之）、《Happy Seven》（川崎ヒロユキ）、《銀盤萬花筒》（海原零）三部作品動畫化。2007年《紅》（片山憲太郎）預定動畫化。
- 《世界征服物語》、《Holy☆Hearts!》（作者皆為神代明）和《Happy Seven》在Jump的《月刊Comic Rush》連載漫畫。
- 和台灣的青文出版社簽訂獨占契約[來源請求]，在2007年以「菁英文庫（Elite Novels）」的名義出版繁體中文版。

## 作品一覽

### 青文出版社
- 電波系彼女（片山憲太郎／山本ヤマト）
- 紅（片山憲太郎／山本ヤマト）
- 戰鬥司書系列（山形石雄／前嶋重機）
- All You Need Is Kill（櫻坂洋／安倍吉俊）
- 銀盤萬花筒（海原零／鈴平ひろ）
- 初戀魔法電擊（明日香正太／天廣直人）
- 我們的蔬菜不夠（淺沼廣太／なごやこーちん）
- 影≒光 Shadow．Light（影名淺海／植田亮）
- 簡單易懂的現代魔法（櫻坂洋／宮下未紀）
- 為婚紗襯上深紅薔薇（田中芳樹／小林立）
- 圓桌學生會（本田透／大田優一）
- LOVE YOU 我的勇者公主（七月隆文／みけおう）
- Dragon crisis!（城崎火也／亞方逸樹）
- 魂振系列（北澤大輔／ぺこ）
- 鐵球公主艾蜜莉（八薙玉造／瀨之本久史）
- Muv-Luv（北側寒囲／âge）
- 天使養成法則（淺沼廣太／羽々キロ）
- 空罐少女!（藍上陸／鈴平ひろ）
- R.O.D（倉田英之／羽音たらく）
- 深淵傳奇（結城聖／松竹德幸）
- 便·當（朝浦／柴乃櫂人）
- 香草追擊 A sweet partner（朝浦／高山瑞季、曽我部修司）
- 熱情x冷顫（本田透／相音うしお）
- 戀愛少女與守護之盾 ‐The shield of AIGIS‐（和泉フセヤ／瀬之本久史）
- 小學星公主（餅月望／bb）
- 嬌蠻貓娘大橫行（松智洋／ぺこ）
- Campione 弒神者！（丈月城／シコルスキー）
- 要聽爸爸的話（松智洋／なかじまゆか）
- 15×24（新城カズマ／箸井地図）
- 無盡之夏 永恆音律（砂浦俊一、原作：ファイアージュ／日向恭介）
- 六花的勇者（山形石雄／宮城）

### 未代理
- Happy Seven（川崎ヒロユキ／COM）

## 動畫化作品

### 電視動畫
| 作品名稱                                     | 播放時間      | 動畫製作公司                     | 備註                 |
| -------------------------------------------- | ------------- | -------------------------------- | -------------------- |
| R.O.D READ OR DIE YOMIKO READMAN "THE PAPER" | 2003年-2004年 | J.C.STAFF                        | 參考R.O.D -THE TV-。 |
| Happy Seven                                  | 2005年        | Trinet Entertainment、雲雀工作室 |                      |
| 銀盤萬花筒                                   | 2005年        | Karaku                           |                      |
| 紅                                           | 2008年        | Brain's Base                     | 有OVA                |
| 空罐少女！                                   | 2009年        | Brain's Base                     |                      |
| 簡單易懂的現代魔法                           | 2009年        | Nomad                            |                      |
| 戰鬥司書 The Book of Bantorra                | 2009年-2010年 | David Production                 |                      |
| 嬌蠻貓娘大橫行！                             | 2010年        | AIC                              |                      |
| Dragon Crisis ～龍之界點～                   | 2011年        | Studio DEEN                      |                      |
| 便·當                                        | 2011年        | David Production                 |                      |
| 要聽爸爸的話！                               | 2012年        | feel.                            |                      |
| Campione 弒神者！                            | 2012年        | diomedéa                         |                      |

### OVA
| 作品名稱   | 播放時間 | 動畫製作公司 | 備註 |
| ---------- | -------- | ------------ | ---- |
| 電波系彼女 | 2009年   | Brain's Base |      |

### 電影
| 作品名稱             | 播放時間 | 備註           |
| -------------------- | -------- | -------------- |
| 我不會忘記魔法少女   | 2011年   |                |
| All You Need Is Kill | 2014年   | 參考明日邊界。 |

## 關聯條目
- 輕小說

## 外部連結
- 集英社Super Dash文庫（页面存档备份，存于）